# Liste der Monuments historiques in Montigny-sur-Chiers
Die Liste der Monuments historiques in Montigny-sur-Chiers führt die Monuments historiques in der französischen Gemeinde Montigny-sur-Chiers auf.

## Liste der Objekte
| Bezeichnung                       | Beschreibung                                          | Standort                                           | Kennzeichnung | Schutzstatus | Datum | Bild |
| --------------------------------- | ----------------------------------------------------- | -------------------------------------------------- | ------------- | ------------ | ----- | ---- |
| Skulptur Heiliger Sebastian       | Holz, farbig gefasst, 17. Jahrhundert                 | Montigny-sur-Chiers, in der Kirche St-Denys (Lage) | PM54001709    | Inscrit      | 1992  |      |
| Skulptur Notre-Dame de Luxembourg | Madonna mit Kind; Eichenholz, 18. Jahrhundert         | Montigny-sur-Chiers, in der Kirche St-Denys (Lage) | PM54001711    | Inscrit      | 2002  |      |
| Gemälde Mariä Verkündigung        | Ölfarbe auf Leinwand, 18. Jahrhundert                 | Fermont, in der Kirche St-Privat (Lage)            | PM54001712    | Inscrit      | 1992  |      |
| Monstranz                         | Kupfer, vergoldet, zweite Hälfte des 18. Jahrhunderts | Montigny-sur-Chiers, in der Kirche St-Denys (Lage) | PM54000500    | Classé       | 1979  |      |
| Skulptur Heiliger Rochus          | Holz, farbig gefasst, 18. Jahrhundert                 | Montigny-sur-Chiers, in der Kirche St-Denys (Lage) | PM54001710    | Inscrit      | 1992  |      |
| Skulptur Heiliger Privatus        | Eichenholz, farbig gefasst, 18. Jahrhundert           | Fermont, in der Kirche St-Privat (Lage)            | PM54001713    | Inscrit      | 2002  |      |